# W.A.M. Replicas
W.A.M. Replicas ist ein britischer Hersteller von Automobilen.

## Unternehmensgeschichte
William Anthony Monk, der einen Restaurierungsbetrieb leitete, gründete 1997 das Unternehmen in Bromyard in der Grafschaft Herefordshire. In der Literatur werden auch die Firmierungen W.A.M. Classic Cars and Replicas und Bill Monk Classic Cars genannt. Er begann mit der Produktion von Automobilen und Kits. Der Markenname lautete Wam. Insgesamt entstanden bisher über zehn Exemplare.

## Fahrzeuge
Erstes Modell war der Fiat Formula Sport. Dies war eine Mischung aus Sportwagen und Formelrennwagen, aber mit Straßenzulassung. Die schmale Karosserie bot Platz für zwei Personen hintereinander. Ein Bausatz kostete 7.907 Pfund und ein Komplettfahrzeug 14.450 Pfund. 1998 endete die Produktion dieses Modells, von dem nur ein Exemplar entstand.
Seit 1998 entstehen Nachbildungen von Fahrzeugen von Aston Martin. Als erstes Modell erschien der DB 3 S, der dem Rennsportwagen DB 3/S nachempfunden ist. Ein Leiterrahmen bildet die Basis. Darauf wird eine offene Karosserie aus Fiberglas montiert. Der Motor kommt von BMW. Anfangs war das Fahrzeug nur als Komplettfahrzeug erhältlich, später auch als Bausatz. Von diesem Modell entstanden bisher etwa elf Exemplare.
Das Unternehmen nennt noch Nachbildungen von DBR 1 und DB 4 GT Zagato.